# Gyollai Dániel
Gyollai Dániel (Békéscsaba, 1997. április 7. –) magyar korosztályos válogatott labdarúgó, a Kazincbarcika játékosa.

## Pályafutása

### Klubcsapatokban
Pályafutását a Békéscsabai UFC-ben kezdte, majd a Budapest Honvédhoz került, a Magyar Futball Akadémiáról 2014-ben igazolt az angol élvonalban szereplő Stoke City-hez. 2015 nyarán az U18-as csapatból felkerült az U21-es csapathoz. A korosztályos bajnokságban 20 meccsen 27 gólt kapott, 7 találkozón nem tudtak a kapujába találni az ellenfél játékosai.
Alig múlt 19 éves, de már többször leülhetett a Stoke felnőtt csapatának a kispadjára is, majd 2016 tavaszán az angol hetedosztályban védett kölcsönben. 2018 nyarán az akkor a másodosztályba kieső Stoke szerződést hosszabbított Gyollaival. A Stoke felnőtt csapatában nem lépett pályára, az U23-as csapat kapuját 22 alkalommal védte. 2019 augusztusában a Wigan Athletic csapatához szerződött.
2020. július 30-án az angol harmadosztályban szereplő Peterborough United szerződtette, Gyollai két évre írt alá. 2021 májusában az ötödosztályban szereplő Maidenhead United előbb kölcsön, majd végleg megszerezte a játékjogát. A 2021–22-es szezonban a szurkolók az idény legjobbjának választották. 2023 januárjában súlyos keresztszalag-szakadást szenvedett, nyáron pedig távozott a klubtól.
2024 nyarán az északír Glentoran játékosa lett. December 21-én a Cliftonville ellen 2–1-re megnyert bajnoki találkozón a saját térfelén végzett el egy közvetlen szabadrúgást, amit csapattársa Jordan Jenkins mellett az ellenfél védői és kapusa is elhibázta, így az a hálóban kötött ki, ezzel első gólját szerezte meg profi szinten. 2025. január 19-én klubja 18 hónappal meghosszabbította szerződését, ami így a 2025–2026-os idény végéig szólt. Április elején a szurkolók 54 százaléka megválasztott az év legjobb játékosának a klubban. A bajnokság év csapatába is beválasztották.
2025 nyarán a magyar élvonalba története során először feljutó Kazincbarcikához igazolt.

## Sikerei, díjai

### Klub
- Glentoran
  - County Antrim Shield: 2024–25[21]

### Egyéni
- NIFL Premiership – A hónap játékosa: 2024 szeptember,[22] 2024 október[17][23]
- Glentoran – Az év játékosa a szurkolók szavazatai alapján: 2024–25[17]
- NIFL Premiership – A legtöbb kapott gól nélküli mérkőzés: 2024–25[17]
- NIFL Premiership – Az év csapatának tagja: 2024–25[18][19]